# Кара-Кагріз (дегестан, Центральний бахш)
Кара-Кагріз (перс. قره کهریز) — дегестан в Ірані, в Центральному бахші, в шагрестані Шазанд остану Марказі. За даними перепису 2006 року, його населення становило 25040 осіб, які проживали у складі 6627 сімей.

## Населені пункти
До складу дегестану входить єдиний населений пункт — Маадан-е Керк.